# Cristiano Lucarelli
Cristiano Lucarelli (Livorno, 4 ottobre 1975) è un allenatore di calcio ed ex calciatore italiano, di ruolo attaccante.
Coi club ha vinto un campionato italiano di Serie C1 col Perugia (1993-1994), una Coppa Intertoto UEFA (1998) e una Coppa di Spagna (1998-1999) col Valencia e una Coppa Italia col Napoli (2011-2012). Nel 2004-2005, quando vestiva i colori del Livorno, è stato capocannoniere del campionato italiano di Serie A; è inoltre il secondo miglior marcatore della storia del club labronico, dietro al solo Igor Protti.
Con la nazionale italiana Under-23 ha vinto i Giochi del Mediterraneo (Bari 1997); vanta inoltre sei presenze e tre reti in nazionale maggiore.
Dopo il ritiro agonistico ha intrapreso la carriera di allenatore, vincendo un campionato italiano di Serie C (2020-2021) e una Supercoppa di Serie C (2021) con la Ternana.

## Biografia
È il fratello maggiore di Alessandro, dirigente sportivo e a sua volta con un passato da calciatore, nel ruolo di difensore. Anche il figlio Mattia (1999) ha intrapreso la carriera di calciatore, anch'egli come difensore, vestendo le maglie di diverse squadre nelle serie minori italiane.

## Caratteristiche tecniche

### Giocatore
Era un attaccante dotato di buon fiuto del gol. Forte fisicamente, la sua stazza gli permetteva di essere un ottimo colpitore di testa. Era anche un buon rigorista, come dimostrano le 49 realizzazioni dal dischetto su 57 totali.

## Carriera

### Giocatore

#### Club

##### Dalle categorie minori alla Serie A
Muove i suoi primi passi da calciatore nelle giovanili del Carli Salviano e successivamente nell'Armando Picchi. Nel 1992 il passaggio al Cuoiopelli segna il suo debutto nel calcio vero, seppur nel Campionato Nazionale Dilettanti. Con questa compagine disputa 28 partite segnando 5 reti e diventa stabilmente titolare della Nazionale Under-18, allenata da Aldo Bet.
Il Perugia lo acquista l'anno successivo, impiegandolo stabilmente nel Campionato Primavera, dove siglerà 55 gol in 2 stagioni, che gli varranno anche la vittoria della classifica cannonieri e la considerazione di Ilario Castagner, che lo impiega in alcune partite in prima squadra, sia in Serie C che in Serie B.
Nell'estate del 1995 passa al Cosenza (Serie B) nell'ambito dell'operazione che porta Marco Negri al Perugia. In Calabria, con 15 gol contribuisce alla salvezza dei rossoblu e viene convocato da Cesare Maldini nella Nazionale Olimpica per i giochi di Atlanta dove gioca titolare in coppia con Marco Branca.
Terminate le Olimpiadi, Lucarelli è acquistato dal Parma, ma l'acquisto è fatto in prospettiva di un utilizzo futuro del giocatore, che viene mandato in prestito in cadetteria al Padova (che quell'anno ha fra i pali Walter Zenga). Qui si conferma: la stagione lo vede andare in gol 14 volte in campionato, e 10 volte in Under-21 (dove è diventato titolare), con cui vince i Giochi del Mediterraneo. La stagione positiva attira su di lui numerose squadre che si rivolgono al Parma per acquistarne il cartellino, e alla fine la spunta l'Atalanta: a Bergamo la sua prima stagione in Serie A si rivela piuttosto positiva, a fine stagione saranno 5 i gol segnati nonostante la retrocessione dei neroazzurri..

##### Valencia, Lecce e Torino
Passa quindi al Valencia, società spagnola allenata da Claudio Ranieri: l'esperienza nella penisola iberica si conclude con 12 partite disputate ed un gol realizzato in una stagione condizionata da un grave infortunio. La squadra vince la Coppa di Spagna, e Lucarelli nella stagione seguente preferisce tornare in Italia.

Lucarelli esulta dopo un gol per il Lecce nel campionato 1999-2000

Nell'estate 1999 è acquistato dal Lecce, dove rimane fino al 2001, giocando da titolare e totalizzando 59 partite e 27 gol che ne fanno, all'epoca, il miglior realizzatore in Serie A dei giallorossi – record poi superato da Ernesto Chevantón.
Si trasferisce poi al Torino, con cui disputa due annate nella massima categoria. Con i granata conta 56 gare con 10 gol all'attivo, di cui uno realizzato alla Juventus nel derby del 14 ottobre 2001, terminato 3-3 dopo che i bianconeri si erano portati in vantaggio per 3-0. L'esperienza torinese si chiude negativamente nella stagione 2002-2003, sia per la retrocesione della squadra sia per Lucarelli stesso, ritrovatosi con un solo gol all'attivo e ormai avulso dalla piazza granata.

##### Livorno
(Cristiano Lucarelli, 2004)
Retrocesso in Serie B col Torino, nell'estate 2003 si trasferisce al Livorno, anch'esso militante in seconda divisione. La società amaranto non potrebbe sostenere i costi dell'ingaggio del calciatore, tuttavia Lucarelli accetta di dimezzarsi lo stipendio pur di giocare per la squadra della sua città; a riprova, l'attaccante sceglie la maglia numero novantanove in riferimento sia al legame col gruppo ultras Brigate Autonome Livornesi, fondato nel 1999, sia allo stesso anno di nascita del suo primo figlio.
Nella stagione cadetta 2003-2004 disputa 43 partite segnando 29 reti, sfiorando il titolo di capocannoniere del torneo (che va al palermitano Luca Toni, che di reti ne segna 30); con il Livorno raggiunge la promozione in Serie A, categoria che la squadra amaranto non calcava da 55 anni. Il suo cartellino è in comproprietà tra gli amaranto e il Torino che, a fronte di un Lucarelli apparso rigenerato sottorete, a questo punto prova ad assicurarsene nuovamente le prestazioni: l'attaccante, mettendo ancora una volta la passione davanti ai soldi, rifiuta l'offerta della squadra piemontese. Rimane dunque coi labronici anche per il campionato 2004-2005 dove contribuisce al nono posto finale in classifica, grazie anche alle sue 24 realizzazioni in 33 partite, che lo decretano capocannoniere del torneo.
Nella stagione 2005-2006 conclude l'annata con 19 reti in campionato. Nella stagione successiva il Livorno partecipa per la prima volta nella sua storia alle coppe europee, superando la fase preliminare ed il girone di qualificazione di Coppa UEFA con un suo gol nell'ultima partita decisiva, che si aggiunge agli altri 4 segnati nella competizione; in campionato realizza 20 gol.
Lascia il Livorno dopo quattro stagioni con un totale di 158 presenze e 101 reti tra Serie A, Serie B, Coppa UEFA e Coppa Italia.

##### Shakhtar Donetsk
Il 13 luglio 2007 passa a titolo definitivo ad una squadra della massima serie del campionato ucraino, lo Šachtar, per 8 milioni di euro ed un contratto da 3 milioni di euro all'anno per 3 anni.
A settembre contribuisce con un gol a far superare il turno preliminare della Champions League alla squadra ucraina, sconfiggendo il Salisburgo di Giovanni Trapattoni.
Nella prima partita della fase a gironi realizza una marcatura, aiutando lo Šachtar a sconfiggere il Celtic Glasgow per 2-1 e va a segno anche nel match contro il Milan a San Siro, dove la sua squadra viene sconfitta per 4-1 dai rossoneri. Segna l'ultimo gol in Champions League il 4 dicembre, su rigore, nella sfida in casa contro il Benfica, finita 1-2 per gli ospiti, partita che sancisce l'eliminazione dello Shakhtar dalle coppe europee.

##### Parma
Nel gennaio 2008 passa al Parma a titolo definitivo per 5,7 milioni di euro.
Dopo due brevi spezzoni di gara giocati contro il Catania e la settimana precedente nella partita contro l'Inter, segna il suo primo gol con la maglia del Parma nella gara interna con l'Atalanta con uno stacco di testa; in tale sfida sbaglia anche un calcio di rigore. Il 16 marzo rientra al Picchi per giocare contro il Livorno. Decide di rimanere al Parma nonostante la retrocessione.
Nella stagione successiva gioca sei mesi con la fascia di capitano. Il 5 febbraio, alla vigilia della trasferta di Ancona, viene escluso dai convocati e messo fuori rosa per aver abbandonato anzitempo l'allenamento.
Realizza il suo ultimo gol con il Parma contro il Pisa siglando il gol decisivo (la partita finirà con il risultato di 2-0 per i ducali).

##### Il ritorno al Livorno
Il 15 luglio 2009 il Livorno ufficializza il suo ritorno in maglia amaranto tramite la formula del prestito con diritto di riscatto.
Esordisce in campionato il 23 agosto contro il Cagliari. Segna il suo primo gol la settimana seguente nella gara esterna persa contro il Napoli (3-1). Il 14 marzo in Livorno-Roma (3-3), realizza una tripletta, la terza in Serie A. Chiude la stagione, terminata con la retrocessione in Serie B, con 28 presenze e 10 reti.
Terminato il prestito, rientra a Parma.

##### Napoli
Scaduti i termini del prestito ai labronici, torna al Parma, che il 21 agosto 2010 lo cede al Napoli in prestito con diritto di riscatto, richiesto dall'allenatore partenopeo Walter Mazzarri che già lo aveva allenato ai tempi del Livorno. L'esordio con la nuova maglia avviene in Fiorentina-Napoli, pareggiata 1-1, subentrando a Ezequiel Lavezzi a pochi minuti dal termine.
Alla seconda presenza, nella partita di Europa League del 16 settembre 2010 contro gli olandesi dell'Utrecht, rimedia una lesione al legamento crociato anteriore del ginocchio sinistro che lo tiene lontano dal terreno di gioco per 4 mesi: torna in campo il 18 gennaio 2011 nel match di Coppa Italia contro il Bologna. Trova il primo ed unico gol in maglia azzurra all'ultima giornata di campionato in casa della Juventus (2-2 il risultato finale), il 22 maggio 2011, siglando il gol del momentaneo 1-2 per i partenopei con un colpo di testa.
A fine anno il prestito viene rinnovato per un'altra stagione. Colleziona tre presenze in campionato e vince il primo trofeo in Italia, la Coppa Italia, sebbene non venga mai utilizzato nel corso della manifestazione.
Al termine della stagione, all'età di 36 anni, si ritira dall'attività agonistica.

#### Nazionale
Con la nazionale italiana conta 6 presenze e 3 reti, la prima delle quali segnata alla Serbia in occasione del suo esordio. Un positivo rendimento in maglia livornese lo annoverò tra i possibili convocati per il campionato del mondo 2006, col selezionatore Marcello Lippi che preferì tuttavia altre punte.
Sotto la successiva gestione tecnica di Roberto Donadoni, già suo allenatore ai tempi dell'esperienza labronica, realizzò una doppietta al Sudafrica nell'amichevole del 17 ottobre 2007.

### Allenatore

#### Gli inizi
Il 17 agosto 2012 diventa allenatore della formazione Allievi Nazionali del Parma. Alla prima esperienza da tecnico, Lucarelli porta la compagine crociata sino alle finali per il titolo, che viene conquistato dai parmensi a spese dei pari età dell'Empoli; pochi giorni dopo arriva anche il successo nella Supercoppa Allievi, superando i pari età dell'AlbinoLeffe. Nello stesso tempo, Lucarelli è opinionista per Mediaset Premium.
Il 25 giugno 2013 viene ingaggiato dal Perugia come allenatore della prima squadra, in Prima Divisione. La permanenza sulla panchina biancorossa è tuttavia molto breve per Lucarelli, che ha tempo di guidare il club solo nell'esordio in Coppa Italia, perdendo in casa col Savona con conseguente eliminazione dalla competizione; causa sopraggiunti e repentini dissidi con la dirigenza, viene esonerato il 24 agosto seguente, a pochi giorni dall'inizio del campionato. Il 30 ottobre dello stesso anno viene ingaggiato dal Viareggio, sempre in Prima Divisione, in sostituzione dell'esonerato Roberto Miggiano; a fine campionato porta la squadra bianconera al tredicesimo posto in classifica.
Per la stagione successiva cambia squadra ma rimane in Toscana, approdando il 12 giugno 2014 sulla panchina della Pistoiese, neopromossa in Lega Pro; il 9 febbraio 2015, dopo un periodo negativo per la compagine toscana, viene esonerato. Il 18 giugno dello stesso anno si accorda con il Tuttocuoio, sempre in Lega Pro; il 26 aprile 2016 viene sollevato dall'incarico.
Il 18 ottobre 2016 diventa il nuovo tecnico del Messina, ancora in Lega Pro, con cui termina il campionato al quattordicesimo posto. A fine stagione non rinnova il contratto con il club siciliano, e il 15 giugno 2017 si accorda con i corregionali del Catania. Dopo aver lottato lungo tutto l'arco della stagione per la vittoria del campionato, arriva secondo con 70 punti, a 4 punti dal Lecce promosso in Serie B: ai successivi play-off si ferma alle semifinali contro il Siena.
Il 6 luglio 2018 torna al Livorno, neopromosso in Serie B. L'esperienza labronica si rivela tuttavia breve e negativa: dopo un pessimo avvio che relega la squadra sul fondo alla classifica, il successivo 6 novembre viene esonerato dopo la sconfitta per 2-3 contro il Perugia. Il 22 ottobre 2019 gli viene affidata nuovamente la guida tecnica del Catania, in sostituzione dell'esonerato Andrea Camplone. Alla fine della stagione qualifica la squadra ai play-off per la promozione, dove il club etneo elimina la Virtus Francavilla, ma esce al turno seguente contro la Ternana.

#### Ternana
Il 29 luglio 2020 rescinde il contratto con i rossazzurri e il successivo 8 agosto si accorda proprio con la Ternana. In Umbria è tra i protagonisti di un campionato 2020-2021 da record: a suggello di una stagione condotta saldamente in testa alla classifica del girone C della Serie C — 90 punti frutto di 28 vittorie, 6 pareggi e solo 2 sconfitte con +63 di differenza reti —, Lucarelli riporta con largo anticipo i rossoverdi in Serie B dopo tre anni di assenza, staccando a fine torneo di ben 22 punti il Catanzaro secondo in classifica. A fine stagione arriva anche il successo nel triangolare della Supercoppa di Serie C, dove la squadra umbra batte il Como e nella partita decisiva, i rivali del Perugia.
L'annata successiva i rossoverdi concludono il campionato cadetto al decimo posto, ottenendo agevolmente la salvezza e lottando fino alle ultime giornate per l'accesso alla zona play-off. L'inizio della stagione 2022-2023 è positivo, con la compagine di Lucarelli che arriva anche a occupare la testa della classifica; tuttavia una successiva crisi di risultati sfocia il 26 novembre nell'esonero del tecnico, che lascia la squadra umbra in quel momento in zona play-off. Il 27 febbraio 2023 viene richiamato sulla panchina rossoverde, in sostituzione del dimissionario Aurelio Andreazzoli, con la squadra nel frattempo scivolata a metà classifica; traghetta quindi una Ternana ormai in crisi di risultati all'obiettivo minimo della salvezza.
A fine campionato non viene inizialmente riconfermato dalla società, in favore del ritorno di Andreazzoli; ma il 14 luglio 2023, stante un nuovo allontanamento di quest'ultimo, a Lucarelli viene riaffidata la guida tecnica degli umbri. Tuttavia il successivo 6 novembre, con la squadra all'ultimo posto in classifica con 6 punti dopo 12 turni, viene nuovamente esonerato.

#### Terza esperienza al Catania
Passata una settimana dalla precedente esperienza umbra, il 14 novembre 2023 viene nominato nuovo tecnico del Catania, in quel momento tredicesimo in Serie C, guidando così per la terza volta gli etnei. Quattro giorni dopo, all'esordio, vince in casa contro la Turris per 2-1. Il 7 marzo 2024 viene esonerato, dopo aver perso 5-2 contro l'Avellino e con gli etnei quindicesimi in classifica.

## Statistiche
In carriera ha totalizzato complessivamente 302 presenze e 120 reti in Serie A e 141 presenze e 70 reti in Serie B, oltre a 24 presenze e 5 reti nelle massime serie di campionati esteri.
Durante la sua carriera le squadre alle quali ha segnato più reti sono state Parma (9), Milan (7), Udinese (7) e Fiorentina (7).
Tra club, nazionale maggiore e nazionali giovanili, Cristiano Lucarelli ha giocato globalmente 571 partite segnando 234 reti, alla media di 0,41 gol a partita.

### Presenze e reti nei club
| Stagione       | Squadra        | Campionato     | Campionato | Campionato | Coppe nazionali | Coppe nazionali | Coppe nazionali | Coppe continentali | Coppe continentali | Coppe continentali | Altre coppe | Altre coppe | Altre coppe | Totale | Totale |
| Stagione       | Squadra        | Comp           | Pres       | Reti       | Comp            | Pres            | Reti            | Comp               | Pres               | Reti               | Comp        | Pres        | Reti        | Pres   | Reti   |
| -------------- | -------------- | -------------- | ---------- | ---------- | --------------- | --------------- | --------------- | ------------------ | ------------------ | ------------------ | ----------- | ----------- | ----------- | ------ | ------ |
| 1992-1993      | Cuoiopelli     | D              | 28         | 5          | CI-D            | ?               | ?               | -                  | -                  | -                  | -           | -           | -           | 28     | 5      |
| 1993-1994      | Perugia        | C1             | 2          | 0          | CI+CI-C         | 0+?             | 0+?             | -                  | -                  | -                  | -           | -           | -           | 2      | 0      |
| 1994-1995      | Perugia        | B              | 5          | 0          | CI              | 0               | 0               | -                  | -                  | -                  | -           | -           | -           | 5      | 0      |
| Totale Perugia | Totale Perugia | Totale Perugia | 7          | 0          |                 | -               | -               |                    | -                  | -                  |             | -           | -           | 7      | 0      |
| 1995-1996      | Cosenza        | B              | 32         | 15         | CI              | 0               | 0               | -                  | -                  | -                  | -           | -           | -           | 32     | 15     |
| 1996-1997      | Padova         | B              | 34         | 14         | CI              | 1               | 0               | -                  | -                  | -                  | -           | -           | -           | 35     | 14     |
| 1997-1998      | Atalanta       | A              | 26         | 5          | CI              | 4               | 1               | -                  | -                  | -                  | -           | -           | -           | 30     | 6      |
| 1998-1999      | Valencia       | PD             | 12         | 1          | CR              | 0               | 0               | Int+CU             | 4+3                | 1+1                | -           | -           | -           | 19     | 3      |
| 1999-2000      | Lecce          | A              | 30         | 15         | CI              | 3               | 2               | -                  | -                  | -                  | -           | -           | -           | 33     | 17     |
| 2000-2001      | Lecce          | A              | 29         | 12         | CI              | 4               | 2               | -                  | -                  | -                  | -           | -           | -           | 33     | 14     |
| Totale Lecce   | Totale Lecce   | Totale Lecce   | 59         | 27         |                 | 7               | 4               |                    | -                  | -                  |             | -           | -           | 66     | 31     |
| 2001-2002      | Torino         | A              | 30         | 9          | CI              | 0               | 0               | -                  | -                  | -                  | -           | -           | -           | 30     | 9      |
| 2002-2003      | Torino         | A              | 26         | 1          | CI              | 2               | 0               | Int                | 4                  | 1                  | -           | -           | -           | 32     | 2      |
| Totale Torino  | Totale Torino  | Totale Torino  | 56         | 10         |                 | 2               | 0               |                    | 4                  | 1                  |             | -           | -           | 62     | 11     |
| 2003-2004      | Livorno        | B              | 41         | 29         | CI              | 1               | 0               | -                  | -                  | -                  | -           | -           | -           | 42     | 29     |
| 2004-2005      | Livorno        | A              | 35         | 24         | CI              | 4               | 1               | -                  | -                  | -                  | -           | -           | -           | 39     | 25     |
| 2005-2006      | Livorno        | A              | 36         | 19         | CI              | 3               | 3               | -                  | -                  | -                  | -           | -           | -           | 39     | 22     |
| 2006-2007      | Livorno        | A              | 34         | 20         | CI              | 1               | 0               | CU                 | 7                  | 5                  | -           | -           | -           | 42     | 25     |
| 2007-gen. 2008 | Šachtar        | VL             | 12         | 4          | KU              | 0               | 0               | UCL                | 9                  | 4                  | SU          | 0           | 0           | 21     | 8      |
| gen.-giu. 2008 | Parma          | A              | 16         | 4          | CI              | 0               | 0               | -                  | -                  | -                  | -           | -           | -           | 16     | 4      |
| 2008-2009      | Parma          | B              | 29         | 12         | CI              | 0               | 0               | -                  | -                  | -                  | -           | -           | -           | 29     | 12     |
| Totale Parma   | Totale Parma   | Totale Parma   | 45         | 16         |                 | -               | -               |                    | -                  | -                  |             | -           | -           | 45     | 16     |
| 2009-2010      | Livorno        | A              | 28         | 10         | CI              | 2               | 0               | -                  | -                  | -                  | -           | -           | -           | 30     | 10     |
| Totale Livorno | Totale Livorno | Totale Livorno | 174        | 102        |                 | 11              | 4               |                    | 7                  | 5                  |             | -           | -           | 192    | 111    |
| 2010-2011      | Napoli         | A              | 9          | 1          | CI              | 1               | 0               | UEL                | 1                  | 0                  | -           | -           | -           | 11     | 1      |
| 2011-2012      | Napoli         | A              | 3          | 0          | CI              | 0               | 0               | UCL                | -                  | -                  | -           | -           | -           | 3      | 0      |
| Totale Napoli  | Totale Napoli  | Totale Napoli  | 12         | 1          |                 | 1               | 0               |                    | 1                  | 0                  |             | -           | -           | 14     | 1      |
| Totale         | Totale         | Totale         | 497        | 200        |                 | 26              | 9               |                    | 28                 | 12                 |             | 0           | 0           | 551    | 221    |

### Cronologia presenze e reti in nazionale
| Cronologia completa delle presenze e delle reti in nazionale ― Italia | Cronologia completa delle presenze e delle reti in nazionale ― Italia | Cronologia completa delle presenze e delle reti in nazionale ― Italia | Cronologia completa delle presenze e delle reti in nazionale ― Italia | Cronologia completa delle presenze e delle reti in nazionale ― Italia | Cronologia completa delle presenze e delle reti in nazionale ― Italia | Cronologia completa delle presenze e delle reti in nazionale ― Italia | Cronologia completa delle presenze e delle reti in nazionale ― Italia |
| Data                                                                  | Città                                                                 | In casa                                                               | Risultato                                                             | Ospiti                                                                | Competizione                                                          | Reti                                                                  | Note                                                                  |
| --------------------------------------------------------------------- | --------------------------------------------------------------------- | --------------------------------------------------------------------- | --------------------------------------------------------------------- | --------------------------------------------------------------------- | --------------------------------------------------------------------- | --------------------------------------------------------------------- | --------------------------------------------------------------------- |
| 8-6-2005                                                              | Toronto                                                               | Italia                                                                | 1 – 1                                                                 | Serbia e Montenegro                                                   | Amichevole                                                            | 1                                                                     | 46’                                                                   |
| 11-6-2005                                                             | New York                                                              | Italia                                                                | 1 – 1                                                                 | Ecuador                                                               | Amichevole                                                            | -                                                                     | 46’                                                                   |
| 16-8-2006                                                             | Livorno                                                               | Italia                                                                | 0 – 2                                                                 | Croazia                                                               | Amichevole                                                            | -                                                                     | 65’                                                                   |
| 2-6-2007                                                              | Tórshavn                                                              | Fær Øer                                                               | 1 – 2                                                                 | Italia                                                                | Qual. Euro 2008                                                       | -                                                                     | 58’                                                                   |
| 8-9-2007                                                              | Milano                                                                | Italia                                                                | 0 – 0                                                                 | Francia                                                               | Qual. Euro 2008                                                       | -                                                                     | 65’                                                                   |
| 17-10-2007                                                            | Siena                                                                 | Italia                                                                | 2 – 0                                                                 | Sudafrica                                                             | Amichevole                                                            | 2                                                                     |                                                                       |
| Totale                                                                |                                                                       | Presenze                                                              | 6                                                                     |                                                                       | Reti                                                                  | 3                                                                     |                                                                       |

### Statistiche da allenatore
Statistiche aggiornate al 7 marzo 2024. In grassetto le competizioni vinte.
| Stagione            | Squadra         | Campionato      | Campionato | Campionato | Campionato | Campionato | Coppe nazionali | Coppe nazionali | Coppe nazionali | Coppe nazionali | Coppe nazionali | Coppe continentali | Coppe continentali | Coppe continentali | Coppe continentali | Coppe continentali | Altre coppe | Altre coppe | Altre coppe | Altre coppe | Altre coppe | Totale | Totale | Totale | Totale | % Vittorie | Piazzamento      |
| Stagione            | Squadra         | Comp            | G          | V          | N          | P          | Comp            | G               | V               | N               | P               | Comp               | G                  | V                  | N                  | P                  | Comp        | G           | V           | N           | P           | G      | V      | N      | P      | %          | Piazzamento      |
| ------------------- | --------------- | --------------- | ---------- | ---------- | ---------- | ---------- | --------------- | --------------- | --------------- | --------------- | --------------- | ------------------ | ------------------ | ------------------ | ------------------ | ------------------ | ----------- | ----------- | ----------- | ----------- | ----------- | ------ | ------ | ------ | ------ | ---------- | ---------------- |
| ago. 2013           | Perugia         | 1D              | 0          | 0          | 0          | 0          | CI+CI-LP        | 1+0             | 0               | 0               | 1               | -                  | -                  | -                  | -                  | -                  | -           | -           | -           | -           | -           | 1      | 0      | 0      | 1      | &0,00      | Eson.            |
| ott. 2013-2014      | Viareggio       | 1D              | 23         | 6          | 4          | 13         | CI+CI-LP        | 0               | 0               | 0               | 0               | -                  | -                  | -                  | -                  | -                  | -           | -           | -           | -           | -           | 23     | 6      | 4      | 13     | 26,09      | Sub. 13º         |
| 2014-feb. 2015      | Pistoiese       | LP              | 24         | 7          | 6          | 11         | CI-LP           | 3               | 0               | 3               | 0               | -                  | -                  | -                  | -                  | -                  | -           | -           | -           | -           | -           | 27     | 7      | 9      | 11     | 25,93      | Eson.            |
| 2015-apr. 2016      | Tuttocuoio      | LP              | 32         | 8          | 10         | 14         | CI+CI-LP        | 2+2             | 1+1             | 0               | 1+1             | -                  | -                  | -                  | -                  | -                  | -           | -           | -           | -           | -           | 36     | 10     | 10     | 16     | 27,78      | Eson.            |
| ott. 2016-2017      | Messina         | LP              | 29         | 10         | 9          | 10         | CI+CI-LP        | 0+3             | 0+2             | 0+0             | 0+1             | -                  | -                  | -                  | -                  | -                  | -           | -           | -           | -           | -           | 32     | 12     | 9      | 11     | 37,50      | Sub. 14º         |
| 2017-2018           | Catania         | C               | 36+4       | 21+2       | 7+1        | 8+1        | CI-C            | 3               | 2               | 0               | 1               | -                  | -                  | -                  | -                  | -                  | -           | -           | -           | -           | -           | 43     | 25     | 8      | 10     | 58,14      | 2º               |
| lug.-nov. 2018      | Livorno         | B               | 10         | 1          | 2          | 7          | CI              | 2               | 0               | 1               | 1               | -                  | -                  | -                  | -                  | -                  | -           | -           | -           | -           | -           | 12     | 1      | 3      | 8      | &8,33      | Eson.            |
| ott. 2019-2020      | Catania         | C               | 20+2       | 8+1        | 8+1        | 4          | CI+CI-C         | 0+5             | 0+3             | 0+1             | 0+1             | -                  | -                  | -                  | -                  | -                  | -           | -           | -           | -           | -           | 27     | 12     | 10     | 5      | 44,44      | Sub. 6º          |
| 2020-2021           | Ternana         | C               | 36         | 28         | 6          | 2          | CI              | 1               | 0               | 0               | 1               | -                  | -                  | -                  | -                  | -                  | SC-C        | 2           | 2           | 0           | 0           | 39     | 30     | 6      | 3      | 76,92      | 1º (prom.)       |
| 2021-2022           | Ternana         | B               | 38         | 15         | 9          | 14         | CI              | 3               | 1               | 1               | 1               | -                  | -                  | -                  | -                  | -                  | -           | -           | -           | -           | -           | 41     | 16     | 10     | 15     | 39,02      | 10º              |
| 2022-2023           | Ternana         | B               | 25         | 8          | 6          | 11         | CI              | 1               | 0               | 0               | 1               | -                  | -                  | -                  | -                  | -                  | -           | -           | -           | -           | -           | 26     | 8      | 6      | 12     | 30,77      | Eson., Sub., 14º |
| lug.-nov. 2023      | Ternana         | B               | 12         | 1          | 3          | 8          | CI              | 1               | 0               | 0               | 1               | -                  | -                  | -                  | -                  | -                  | -           | -           | -           | -           | -           | 13     | 1      | 3      | 9      | &7,69      | Eson.            |
| Totale Ternana      | Totale Ternana  | Totale Ternana  | 111        | 52         | 24         | 35         |                 | 6               | 1               | 1               | 4               |                    | -                  | -                  | -                  | -                  |             | 2           | 2           | 0           | 0           | 119    | 55     | 25     | 39     | 46,22      |                  |
| nov. 2023-mar. 2024 | Catania         | C               | 17         | 5          | 5          | 7          | CI-C            | 4               | 2               | 1               | 1               | -                  | -                  | -                  | -                  | -                  | -           | -           | -           | -           | -           | 21     | 7      | 6      | 8      | 33,33      | Sub., Eson.      |
| Totale Catania      | Totale Catania  | Totale Catania  | 79         | 37         | 22         | 20         |                 | 12              | 7               | 2               | 3               |                    | -                  | -                  | -                  | -                  |             | -           | -           | -           | -           | 91     | 44     | 24     | 23     | 48,35      |                  |
| Totale carriera     | Totale carriera | Totale carriera | 308        | 121        | 77         | 110        |                 | 31              | 12              | 7               | 12              |                    | -                  | -                  | -                  | -                  |             | 2           | 2           | 0           | 0           | 341    | 135    | 84     | 122    | 39,59      |                  |

## Palmarès

### Giocatore

#### Club

##### Competizioni nazionali
- Campionato italiano Serie C1: 1

Perugia: 1993-1994 (girone B)
- Coppa di Spagna: 1

Valencia: 1998-1999
- Coppa Italia: 1

Napoli: 2011-2012

##### Competizioni internazionali
- Coppa Intertoto UEFA: 1

Valencia: 1998

#### Nazionale
- Giochi del Mediterraneo: 1

Bari 1997

#### Individuale
- Capocannoniere della Serie A: 1

2004-2005 (24 gol)

### Allenatore

#### Club

##### Competizioni giovanili
- Campionato Allievi Nazionali: 1

Parma: 2012-2013
- Supercoppa Allievi: 1

Parma: 2013

##### Competizioni nazionali
- Campionato italiano Serie C: 1

Ternana: 2020-2021 (girone C)
- Supercoppa di Serie C: 1

Ternana: 2021

#### Individuale
- Panchina d'oro Serie C: 1

2020-2021